# Bactrocera abdoangusta
Bactrocera abdoangusta
 es una especie de insecto del género Bactrocera de la familia Tephritidae del orden Diptera. 

## Distribución
Bactrocera abdoangusta se distribuye por Indonesia.

## Taxonomía
Fue descrita científicamente por primera vez en el año 1972 por Drew.